# Wilson Cuero
Wilson Antonio Cuero Llano (Cali, Colombia; 27 de enero de 1992) es un futbolista colombiano. Juega de delantero y actualmente milita en el Calvo Sotelo de Puertollano Club de Fútbol de la Segunda División RFEF.

## Trayectoria

### Millonarios
Su debut fue en la quinta ronda de la Copa Colombia 2008 enfrentándose a Santa Fe. Es el segundo jugador más jóvenes de la historia en debutar con Millonarios, con tan sólo 16 años de edad.

### Udinese
En 2009, el Udinese adquiere la ficha del jugador, que viajaría a Italia tras cumplir los 18 años de edad.

### Granada
En la temporada 2010-11, el jugador se marcha cedido al Granada (que hace uso de la opción de compra por él), para incorporarse a su filial, sin llegar a debutar con el primer equipo.

### Cádiz
Una temporada después, en la 2011-12, vuelve a marchar cedido de nuevo a España, donde militara en las filas del filial del Cádiz, aunque poseyendo dorsal con el primer equipo. Durante la segunda mitad de la temporada 2011-12 está incorporado al primer equipo como un refuerzo de la promoción filial.
Su debut con el primer equipo del Cádiz se produce en un encuentro amistoso contra el conjunto chino Guangzhou Evergrande jugando 45 minutos y marcando el único tanto del equipo. En la temporada 2011-12 Cuero hizo 26 goles, todos por liga de tercera división, no obstante solo jugó un partido oficial con el primer equipo del Cádiz (en la segunda división B) sin llegar a anotar un gol.

### San Roque
Para la temporada siguiente el Granada lo vuelve a ceder, esta vez al San Roque, equipo de Segunda División B. Ya en su nuevo club convierte 2 goles en su debut. Tras su buen rendimiento en el club, en enero de 2013 el Moreirense de la primera división de Portugal se fijó en el e hizo intención de ficharlo. Al finalizar la temporada 2012/13, completo 11 goles en 34 partidos con el San Roque.

### Granada
El Granada (dueño de sus derechos deportivos) lo volvería a ceder, ya con una opción de compra obligatoria por 1.000.000 de euros. Finalmente volvió al club granadino para volver a jugar con el Granada B.

### Cádiz
El 4 de agosto de 2015 confirmarían la cesión al Cádiz por un año de préstamo. Contrato que el da por resindido oficialmente el 8 de enero de 2016.

### Granada
El 12 de enero de 2016 se da por confirmado como nuevo jugador del Granada B.

### Real Murcia
El 15 de agosto de 2016 es confirmado como nuevo jugador del Real Murcia cedido por un año.

### Lorca Deportiva
En enero de 2017 cambia de equipo al Lorca Deportiva de la Tercera División de España. Debuta el 26 de enero marcando doblete en la goleada 4 a 0 de su club sobre el Badajoz en la Copa Federación.

### Real Linense
En julio de 2017 llega al Real Linense de la Segunda División B de España. El 20 de agosto debuta en el empate a un gol como visitantes frente a Badajoz jugando los últimos 36 minutos, en su segundo partido marca su primer gol en la goleada 4 por 1 sobre Real Betis B el 27 de agosto.

### Mineros de Guayana
Tras 9 años en el fútbol español, ficha en julio de 2018 con Mineros de Guayana de la Primera División de Venezuela. Debuta el 29 de julio en el empate aun gol en su visita al Metropolitanos FC. El 16 de agosto marca su primer gol en la goleada 5 por 0 sobre Angostura FC por la Copa Venezuela. Su primer por Liga lo marca el 26 de septiembre en la goleada 3 por 0 sobre Estudiantes Caracas. El 21 de octubre marca el gol del empate aun gol contra Deportivo La Guaira. Hace su primer doblete el 28 de octubre en la goleada 4 por 1 contra el Deportivo Táchira como visitantes.

### Alianza Petrolera
Tras 10 años en el fútbol internacional retorna a su natal Colombia a mediados de 2019 siendo fichado por el Alianza Petrolera.

### Regreso a España
El 21 de enero de 2020, firma por el Algeciras de la Segunda División B de España.
En la temporada 2020-21, juega en el CF Villanovense de la Segunda División B de España.
En la temporada 2021-22, se compromete con el CD Mensajero de la Segunda División RFEF.
El 14 de enero de 2022, firma por el Calvo Sotelo de Puertollano Club de Fútbol de la Segunda División RFEF.

## Clubes
| Club                                       | País      | Temporada   |
| ------------------------------------------ | --------- | ----------- |
| Millonarios                                | Colombia  | 2008 - 2009 |
| Granada B                                  | España    | 2010 - 2011 |
| Cádiz B                                    | España    | 2011 - 2012 |
| Cádiz                                      | España    | 2012        |
| San Roque                                  | España    | 2012        |
| Granada B                                  | España    | 2013 - 2015 |
| Cádiz                                      | España    | 2015        |
| Granada B                                  | España    | 2016        |
| Real Murcia                                | España    | 2016        |
| Lorca Deportiva                            | España    | 2017        |
| Linense                                    | España    | 2017 - 2018 |
| Mineros de Guayana                         | Venezuela | 2018 - 2019 |
| Alianza Petrolera                          | Colombia  | 2019        |
| Algeciras                                  | España    | 2020        |
| CF Villanovense                            | España    | 2020 - 2021 |
| CD Mensajero                               | España    | 2021        |
| Calvo Sotelo de Puertollano Club de Fútbol | España    | 2022-2023   |
| Arenas de Armilla Cultura y Deporte        | España    | 2023-2024   |

## Estadísticas
- Actualizado el 29 de octubre de 2018.

| Club                           | Temporada           | Liga  | Liga  | Copa Nacional | Copa Nacional | Copa Internacional | Copa Internacional | Total | Total | Prom. · |
| Club                           | Temporada           | Part. | Goles | Part.         | Goles         | Part.              | Goles              | Part. | Goles | Prom. · |
| ------------------------------ | ------------------- | ----- | ----- | ------------- | ------------- | ------------------ | ------------------ | ----- | ----- | ------- |
| Millonarios · Colombia         | 2008                | 2     | 0     | 2             | 0             | -                  | -                  | 4     | 0     | 0,00    |
| Millonarios · Colombia         | 2009                | 3     | 0     | 2             | 0             | -                  | -                  | 5     | 0     | 0,00    |
| Millonarios · Colombia         | Total               | 5     | 0     | 4             | 0             | -                  | -                  | 9     | 0     | 0,00    |
| Granada B · España             | 2010-11             | 15    | 0     | -             | -             | -                  | -                  | 15    | 0     | 0,00    |
| Granada B · España             | Total               | 15    | 0     | -             | -             | -                  | -                  | 15    | 0     | 0,00    |
| Cádiz B · España               | 2011-12             | 34    | 26    | -             | -             | -                  | -                  | 34    | 26    | 0,76    |
| Cádiz B · España               | Total               | 34    | 26    | -             | -             | -                  | -                  | 34    | 26    | 0,76    |
| Cádiz · España                 | 2011-12             | 1     | 0     | -             | -             | -                  | -                  | 1     | 0     | 0,00    |
| Cádiz · España                 | Total               | 1     | 0     | -             | -             | -                  | -                  | 1     | 0     | 0,0     |
| San Roque · España             | 2012-13             | 34    | 11    | -             | -             | -                  | -                  | 34    | 11    | 0,32    |
| San Roque · España             | Total               | 34    | 11    | -             | -             | -                  | -                  | 34    | 11    | 0,32    |
| Granada B · España             | 2013-14             | 29    | 6     | -             | -             | -                  | -                  | 29    | 6     | 0,21    |
| Granada B · España             | 2014-15             | 35    | 12    | -             | -             | -                  | -                  | 35    | 12    | 0,71    |
| Granada B · España             | Total               | 64    | 18    | -             | -             | -                  | -                  | 64    | 18    | 0,31    |
| Cádiz · España                 | 2015-16             | 12    | 1     | 4             | 0             | -                  | -                  | 16    | 1     | 0,01    |
| Cádiz · España                 | Total               | 12    | 1     | 4             | 0             | -                  | -                  | 16    | 1     | 0,01    |
| Granada B · España             | 2015-16             | 16    | 4     | -             | -             | -                  | -                  | 16    | 4     | 0,25    |
| Granada B · España             | Total               | 16    | 4     | -             | -             | -                  | -                  | 16    | 4     | 0,25    |
| Real Murcia · España           | 2016-17             | 13    | 0     | 1             | 0             | -                  | -                  | 14    | 0     | 0,0     |
| Real Murcia · España           | Total               | 13    | 0     | 1             | 0             | -                  | -                  | 14    | 0     | 0,0     |
| Lorca Deportiva · España       | 2016-17             | 23    | 6     | -             | -             | -                  | -                  | 23    | 6     | 0,26    |
| Lorca Deportiva · España       | Total               | 23    | 6     | -             | -             | -                  | -                  | 23    | 6     | 0,26    |
| Linense · España               | 2017-18             | 33    | 7     | -             | -             | -                  | -                  | 33    | 7     | 0,21    |
| Linense · España               | Total               | 33    | 7     | -             | -             | -                  | -                  | 33    | 7     | 0,21    |
| Mineros de Guayana · Venezuela | 2018                | 16    | 4     | 1             | 1             | -                  | -                  | 17    | 5     | 0,29    |
| Mineros de Guayana · Venezuela | 2019                | 2     | 1     | 0             | 0             | -                  | -                  | 2     | 1     | 0,21    |
| Mineros de Guayana · Venezuela | Total               | 18    | 5     | 1             | 1             | -                  | -                  | 19    | 6     | 0,31    |
| Total en su carrera            | Total en su carrera | 257   | 78    | 10            | 1             | 0                  | 0                  | 280   | 79    | 0,28    |